# Jo Hermann
Jo Hermann (født 1961 i København) er en dansk forfatter, redaktør og oversætter. Hun var formand for Dansk Forfatterforening fra 2012 til 2014.
Hermanns forfatterskab omfatter skønlitteratur, essays og undervisningsmateriale. Hun er uddannet i latin fra Syddansk Universitet.

### Skønlitteratur
- Kejserens klarsyn, 2011, Arzig (roman)
- Hos Hades, 2006, Forlaget Modtryk (roman)
- Under tøjet, 2004, Modtryk (roman)
- Idyl, 1999, Modtryk (novelle)

### Faglitteratur
- Litteraturstøtte i praksis, 2011, Arzig
- Hvis Gud er svaret, hvad er så spørgsmålet (essays), 2007, Det Andersenske Forlag
- Alfabetas grammatik, 2005, Alfabeta Forlag
- Latinsk grammatik på dansk, 2001 og senere, Akademisk Forlag
- Minigrammatik, 1996, Modtryk
- Inside pocket guide to Denmark, 1992, APA Publications